# 丁鳳
丁鳳（1462年—1517），字應韶，直隸保定府蠡縣人，軍籍，明朝政治人物。

## 生平
順天府鄉試第十八名舉人。成化二十三年（1487年）中式丁未科會試第一百三十名，二甲第六十九名進士。官戶部主事，弘治八年（1495年）八月升鸿胪寺左寺丞，支正六品俸，丁憂服闋，十三年九月復除原职，十五年九月升本寺左少卿，十七年六月升南京鸿胪寺卿，正德五年（1510年）二月遷應天府府尹，為獄囚百餘人免死。八月升都察院右副都御史，管粮南京粮储，七年正月改任通政使司通政使，九年四月升任兵部右侍郎。正德年間，西部邊陲報警，正德十一年七月，丁鳳以兵部右侍郎兼都察院右佥都御史，提督宣大等处軍務，以武功獲得封蔭。正德十二年三月卒，贈都察院右都御史。

## 家族
曾祖丁士友；祖父丁傑，贈知縣；父丁政，太僕寺丞。前母張氏（贈孺人）；母張氏（封孺人）。具庆下。孫丁律。